# Liste der Naturdenkmale in Schönwölkau

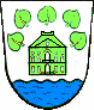
Wappen von Schwönwölkau

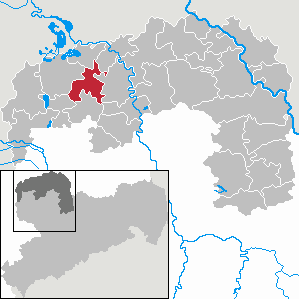
Lage von Schönwölkau

In der Liste der Naturdenkmale in Schönwölkau werden die Einzel-Naturdenkmale, Geotope und Flächennaturdenkmale auf dem Gebiet der nordsächsischen Gemeinde Schönwölkau und ihren Ortsteilen Badrina, Brinnis, Hohenroda, Lindenhayn und Wölkau aufgeführt.
Bisher sind lt. Quellen 3 Einzel-Naturdenkmale, 0 Geotope und 9 Flächennaturdenkmale bekannt und hier aufgelistet.
Die Angaben der Liste basieren auf den Daten des Geoportals Sachsenatlas und des Geoportals Nordsachsen.

## Definition
„Gesetz über Naturschutz und Landschaftspflege (BNatSchG), § 28 Naturdenkmäler:
 Naturdenkmäler sind rechtsverbindlich festgesetzte Einzelschöpfungen der Natur oder entsprechende Flächen bis zu fünf Hektar, deren besonderer Schutz erforderlich ist
1. aus wissenschaftlichen, naturgeschichtlichen oder landeskundlichen Gründen oder
2. wegen ihrer Seltenheit, Eigenart oder Schönheit.“

„SächsNatSchG, § 18 Naturdenkmäler (zu § 28 BNatSchG):
1. Die Erklärung nach § 22 Abs. 1 BNatSchG von Teilen von Natur und Landschaft als Naturdenkmal erfolgt durch Rechtsverordnung oder Einzelanordnung.
2. Über § 28 Abs. 1 BNatSchG hinaus können Naturdenkmäler zur Sicherung von Lebensgemeinschaften oder Lebensstätten von im Bestand gefährdeten oder streng geschützten Arten festgesetzt werden.“

## Legende
- Bild: zeigt ein vorhandenes Foto des Naturdenkmals.
- ND/FND/GLB-Nr: zeigt die jeweilige Nr. des Objekts
- Beschreibung: beschreibt das Objekt näher
- Koordinaten: zeigt die Lage auf der Karte
- Quelle: Link zur Referenzquelle

## Einzel-Naturdenkmale
| Bild           | ND-Nr.  | Ortsteil    | Alter  | Beschreibung | Koordinaten                  | Quellen |
| -------------- | ------- | ----------- | ------ | --- | ---------------------------- | ------- |
| Bild gesucht   | nso: 22 | Wölkau      | unbek. | die Linden auf dem Kreuzberg sind nun mehr 7 Lindenbäume (vormals 9) auf einem als „Kreuzberg“ bezeichneten kleinen Hügel etwa 300 m südlich Göritz. Der Hügel liegt inmitten einer staunassen Wiese südlich eines kleinen rechten Zufluss der Leine etwa 500 m nördlich der Ortslage Klein Wölkau. | 51° 30′ 9″ N, 12° 30′ 12″ O  | nso22   |
| Weitere Bilder | nso: 41 | Groß Wölkau | unbek. | Dorf-Linde in Großwölkau, vitale Linde an der Lindenallee, südlich vom Schlosspark Wölkau | 51° 29′ 36″ N, 12° 29′ 19″ O | nso41   |
| Weitere Bilder | nso: 87 | Boyda       | unbek. | Stiel-Eiche (Quercus robur) an der Teichstraße (als auf dem Dorfplatz bezeichnet) in Boyda, vitale Eiche auf einem Straßendreieck mit Hecke gegenüber Teichstraße 10 | 51° 29′ 0″ N, 12° 30′ 0″ O   | nso87   |

## Flächen-Naturdenkmale
| Bild           | FND-Nr. | Ortsteil                      | Größe   | Beschreibung | Koordinaten                  | Quelle  |
| -------------- | ------- | ----------------------------- | ------- | --- | ---------------------------- | ------- |
| Weitere Bilder | tdo: 27 | Wannewitz                     | 5,54 ha | das Feuchtgebiet bezeichnet als Rohrgraben mit Teichwiesen und Erlenhölzchen befindet sich etwa 800 m nordöstlich Wannewitz rechtsseitig am Rohrgraben, ca. 500 m bevor der Rohrgraben südlich vom „Großer Teich“ (Reibitz) in die Leine mündet. Die Feuchtwiese ist Teil des Landschaftsschutzgebiet „Leinetal“ und befindet sich im EU-Vogelschutzgebiet „Kämmereiforst und Leineaue“ sowie des FFH-Gebiet „Leinegebiet“. | 51° 32′ 35″ N, 12° 28′ 0″ O  | nso:152 |
| Bild gesucht   | tdo: 28 | Brinnis                       | 4,39ha  | das Ziegelholz nordöstlich von Brinnis ist ein Waldgebiet, welches als Auwaldrest westlich am Rohrgraben Teil des Landschaftsschutzgebiet „Leinetal“ ist. | 51° 31′ 32″ N, 12° 27′ 34″ O | nso:155 |
| Bild gesucht   | tdo: 29 | Lindenhayn/ Krippehna (siehe) | 5,03 ha | die östlich des Flusses in der Leineaue gelegene Orchideenwiese Lindenhayn erstreckt etwa 1 km nördlich Lindenhayn entlang eines Flussbogen inmitten kleinerer Auwaldreste mit mehreren vereinzelten Anteilen von artenreichen Mähwiesen. Der Hauptteil des Gebiets befindet sich auf der Gemarkung Krippehna (Gemeinde Zschepplin). Als besonders geschützter Biotopverbund im Landschaftsschutzgebiet „Leinetal“ weist das Areal nachgewiesene Vorkommen des Breitblättrigen Knabenkraut (Dactylorhiza majalis), der Schmalen Windelschnecke (Vertigo angustior) und des Dunklen Wiesenknopf-Ameisenbläulings (Phengaris nausithous) auf und befindet sich im EU-Vogelschutzgebiet „Kämmereiforst und Leineaue“ sowie im FFH-Gebiet „Leinegebiet“. | 51° 31′ 39″ N, 12° 29′ 40″ O | nso:163 |
| Weitere Bilder | tdo: 30 | Badrina                       | 0,79 ha | das als Plän- und Torfwiesen Badrina bezeichnete Gebiet ist eine staunasse Wiese linksseitig der Leine, etwa 900 m südlich Badrina, östlich der Straße nach Gollmenz. Auf den Wiesen befindet sich ein Sickersee welcher in die Leine entwässert und im Südteil deutliche Torfbildung ausweist. Als wichtiges Rückzugsgebiet für Wasservögel ist es Teil des Landschaftsschutzgebiet „Leinetal“ und befindet sich im EU-Vogelschutzgebiet „Kämmereiforst und Leineaue“ sowie im FFH-Gebiet „Leinegebiet“. | 51° 31′ 50″ N, 12° 29′ 0″ O  | nso:164 |
| Weitere Bilder | tdo: 31 | Gollmenz                      | 8,14 ha | der Rohrgraben an den Vorderwiesen nordwestlich von Gollmenz, ist ein Feuchtgebiet mit staunasser Wiese linksseitig entlang des Rohrgraben, welches Teil des Landschaftsschutzgebiet „Leinetal“ ist. | 51° 30′ 46″ N, 12° 28′ 28″ O | nso:154 |
| Weitere Bilder | tdo: 32 | Badrina                       | 0,4 ha  | der Angerteich Scholitz befindet sich am nördlichen Ortsausgang von Badrina/Scholitz, westlich der Straße nach Reibitz. Das naturbelassene Teichbiotop mit angrenzenden Uferbereich wurde 1985 als Naturdenkmal ausgewiesen und ist Teil des Landschaftsschutzgebiet „Leinetal“ | 51° 32′ 52″ N, 12° 29′ 2″ O  | nso:151 |
| Bild gesucht   | tdo: 33 | Wölkau                        | 1,66 ha | der Gemeindeanger in Wölkau ist ein Feuchtgebiet um den Teich mit umliegenden Gehölz am Südausgang des Orts, welches einen gesonderten Abfluss in die Leine hat und als Teil der Teichkette Ziegelteich und Krautteich zum Landschaftsschutzgebiet „Leinetal“ gehört und Teil des EU-Vogelschutzgebiet „Kämmereiforst und Leineaue“ sowie des FFH-Gebiet „Leinegebiet“ ist. | 51° 29′ 23″ N, 12° 29′ 19″ O | nso:150 |
| Weitere Bilder | tdo: 34 | Boyda                         | 3,24 ha | der „Fließgraben am Kämmereirand“ ist ein Auwaldbiotop entlang des Boydaer Bach, welcher nach Norden abfließt und bei Wölkau in die Leine mündet. Es befindet sich südöstlich der Ortslage Boyda und liegt mit dem nordwestlichen Teil auf dem Gebiet der Gemeinde Schönwölkau, während der südöstliche Teil zur Gemeinde Eilenburg gehört. Das Gebiet grenzt im Nordosten an den Kämmereiforst und im Süden an das Flächennaturdenkmal Erlenbusch nördlich von Kupsal. Es gehört zum Landschaftsschutzgebiet „Leinetal“ und ist Teil des EU-Vogelschutzgebiet „Kämmereiforst und Leineaue“ sowie des FFH-Gebiet „Leinegebiet“. | 51° 28′ 30″ N, 12° 30′ 33″ O | nso:165 |
| Weitere Bilder | tdo: 35 | Wölkau                        | 5,05 ha | der Krautteich in Wölkau ist ein naturbelassener künstlich angelegter Stauteich mit angrenzenden Waldgebiet, welcher vom östlich gelegenen Ziegelteich über den Boydaer Bach gespeist wird und nach Norden in die Leine entwässert. Als ausgeschriebenes Angelgewässer (L02-102) mit Auflagen im Landschaftsschutzgebiet „Leinetal“ wird der Teich vom „Anglerverband Leipzig e. V.“ betreut, der Uferbereich ist als Lebensraum des Nördlichen Kammmolch (Triturus cristatus) bekannt. Das Gebiet befindet sich innerhalb des EU-Vogelschutzgebiet „Kämmereiforst und Leineaue“ sowie des FFH-Gebiet „Leinegebiet“. | 51° 29′ 24″ N, 12° 29′ 33″ O | nso:167 |